# 노스아바코

노스아바코

노스아바코(영어: North Abaco)는 바하마의 구로 아바코 제도에 위치한다.